# Clarence Island
Clarence Island (spanisch Isla Clarence, russisch Остров Шишкова Ostrow Schischkowa) ist die östlichste der Südlichen Shetlandinseln, einer subantarktischen Inselgruppe im Südpolarmeer.
Die unbewohnte Insel hat die Form eines Dreiecks und ist etwa 18 Kilometer lang (Nord-Südwest-Ausdehnung) sowie 161 km² groß. Die höchste Erhebung bildet der Mount Irving mit einer Höhe von 1924 m über dem Meer, gleichzeitig der höchste Berg der gesamten Inselgruppe.
Die Insel wurde am 4. Februar 1820 von Edward Bransfield entdeckt und nach Wilhelm IV., dem Duke of Clarence, benannt. Bransfield landete bei Cape Bowles an der Südspitze der Insel und erstellte eine grobe Karte. Ein Jahr später wurde die Insel von Fabian von Bellingshausen erneut kartographiert. Von Bellingshausen benannte sie nach Vizeadmiral Alexander Semjonowitsch Schischkow (1754–1841).
Clarence Island wird, wie alle Südlichen Shetlandinseln, von mehreren Staaten beansprucht. Sie fällt jedoch unter den Antarktisvertrag, der bis 2041 keine staatliche Souveränität zulässt.

## Quelle
- William James Mills: Exploring Polar Frontiers : A Historical Encyclopedia. ABC-CLIO, Santa Barbara/Denver/Oxford 2003, ISBN 1-57607-422-6 (englisch, eingeschränkte Vorschau in der Google-Buchsuche).